# Thujacorticium
Thujacorticium är ett släkte av svampar. Enligt Catalogue of Life ingår Thujacorticium i familjen Cyphellaceae, ordningen Agaricales, klassen Agaricomycetes, divisionen basidiesvampar och riket svampar, men enligt Dyntaxa är tillhörigheten istället klassen Agaricomycetes, divisionen basidiesvampar och riket svampar.
|                | Cyphella                                  |
|                |                                           |
|                | Cheimonophyllum                           |
|                |                                           |
|                | Campanophyllum                            |
|                |                                           |
|                | Incrustocalyptella                        |
|                |                                           |
|                | Cunninghammyces                           |
|                |                                           |
|                | Chondrostereum                            |
|                |                                           |
|                | Phaeoporotheleum                          |
|                |                                           |
|                | Asterocyphella                            |
|                |                                           |
|                | Granulobasidium                           |
|                |                                           |
|                | Gloeostereum                              |
|                |                                           |
|                | Dendrocyphella                            |
|                |                                           |
|                | Catilla                                   |
|                |                                           |
| Thujacorticium | \| \| Thujacorticium mirabile \| \| \| \| |
|                | \| \| Thujacorticium mirabile \| \| \| \| |
|                | Hyphoradulum                              |
|                |                                           |
|                | Sphaerobasidioscypha                      |
|                |                                           |
|                | Seticyphella                              |
|                |                                           |
|                | Gloeocorticium                            |
|                |                                           |
|                | Thujacorticium mirabile                   |
|                |                                           |

|  | Thujacorticium mirabile |
|  |                         |